# Esporada

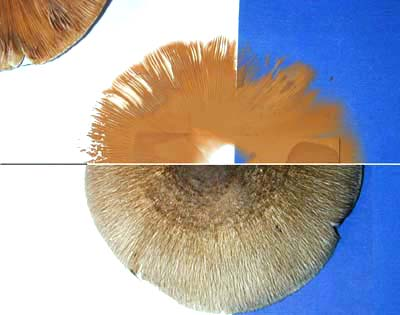
Una esporada realizada con la especie Volvariella volvacea.

Una esporada es un depósito polvoriento obtenido al dejar que las esporas de un cuerpo fructífero de hongo caigan en una superficie. Es una característica de identificación importante, según muchos libros, y tiene como propósito mostrar el color de las esporas si se vieran en grupo. La esporada se realiza ubicando la parte que produce esporas —el píleo— en una hoja de papel —o un plástico— clara y otra oscura, que facilite mover la esporada a una superficie de distinto color para darle mayor contraste. Por ejemplo, es más fácil determinar de esta forma si la esporada será puramente blanca o con algún pigmento suave. Se deja allí el hongo durante varias horas, generalmente durante la noche, de esta manera. Cuando se retira el hongo, el color de las esporas debería ser visible. Los micólogos suelen usar superficies de vidrio, que les permite un rápido examen de las esporas mediante un microscopio. No se puede identificar una especie exclusivamente por la esporada, que es sólo un elemento que se usa en las determinaciones taxonómicas.
Históricamente, la clasificación de muchas familias se basó en el color de las esporas. Un ejemplo sería el caso de Tricholomataceae, una familia muy grande cuyos miembros tenían en común el poseer esporas blancas. Sin embargo, exámenes moleculares recientes han mostrado relaciones cercanas entre hongos de colores de esporas diferentes.
Cuando las esporas alcanzan la etapa final de maduración, se expulsan fuera del esporocarpo mediante diversos dispositivos de esporulación (conidióforos, peritecios, apotecios, picnidios). En condiciones de campo, el color de la impresión de esporas a veces puede determinarse rápidamente al inspeccionar la parte superior del tallo en busca de "polvo" de esporas en la hojarasca cercana del bosque. La recolección y el estudio de las impresiones de esporas no siempre son exitosos. Algunos hongos son demasiado jóvenes o demasiado viejos para producir esporas. Los hongos recolectados a gran altitud generalmente no producen impresiones de esporas a menor altitud. En algunos casos, el color de la impresión de esporas coincide con el color de las laminillas maduras, pero no siempre es así, y el color de las laminillas no puede usarse de manera confiable como indicador del color de la impresión de esporas.

## Aplicación
Las impresiones de esporas son extremadamente versátiles y se utilizan ampliamente para la identificación de especies y como material de partida para el cultivo de hongos. Las esporas de los hongos tienen un tamaño de entre 3 y 20 micrómetros, por lo que solo pueden observarse con un microscopio óptico. Sin embargo, la impresión de esporas puede verse a simple vista al colocar el sombrero de forma pareja y cubrirlo con un cuenco u otro recipiente para evitar corrientes de aire la impresión de esporas, obtenida después de varias horas sobre papel blanco, azul o negro, o preferiblemente sobre plástico transparente o una placa de vidrio (un dispositivo que permite al micólogo transferir su micropreparación para un análisis microscópico), permite evaluar el color (esta característica, junto con el tono y la forma de la impresión de esporas, así como la estructura de las esporas, es muy útil para determinar la familia, el género o incluso la especie del hongo estudiado) y la esporulación (la cantidad de esporas evaluada mediante la dilución de la impresión de esporas y su conteo en un hemocitómetro). La producción diaria de esporas alcanza millones, incluso miles de millones. Un solo sombrero de estiércol o champiñón puede expulsar hasta 3 mil millones de esporas por día o más de 30,000 esporas por segundo. La Filipéndula libera 40 millones de esporas por hora o casi 2 mil millones durante todo su período reproductivo. De-Wei Li calculó que el cuerpo fructífero del gigante Lycoperdon, de tamaño 38,5 × 37 × 22,5 cm, produce 5 billones de esporas, lo que lo convierte en el campeón en su campo. El micólogo David Aurora realizó el siguiente experimento mental: si los trillones de esporas (de tamaño medio de 8 µm) producidos anualmente por el hongo saprofito aplaniformis se colocaran una al lado de la otra, su cadena de 40,000 kilómetros rodearía la Tierra.